# Alchemilla ovitensis
Alchemilla ovitensis är en rosväxtart som beskrevs av Menemen och Hamzaoglu. Alchemilla ovitensis ingår i släktet daggkåpor, och familjen rosväxter. Inga underarter finns listade i Catalogue of Life.